# Rip Taylor
Rip Taylor, pseudonimo di Charles Elmer Taylor Jr. (Washington, 13 gennaio 1931 – Los Angeles, 6 ottobre 2019), è stato un attore e comico statunitense.

## Biografia
Era il figlio di Elizabeth Sue Evans (1911–2000), cameriera ed ex-governante, e Charles Elmer Taylor, musicista, morto quando aveva solo due anni.

## Filmografia parziale

### Attore

#### Cinema
- Donne amazzoni sulla Luna (Amazon Women on the Moon), regia di Joe Dante, Carl Gottlieb, Peter Horton, John Landis, Robert K. Weiss (1987)
- Mamma, ho riperso l'aereo: mi sono smarrito a New York (Home Alone 2), regia di Chris Columbus (1992)
- Proposta indecente (Indecent Proposal), regia di Adrian Lyne (1993)
- Il silenzio dei prosciutti, regia Ezio Greggio (1994)
- Jackass: The Movie, regia di Jeff Tremaine (2002)
- Jackass Number Two, regia di Jeff Tremaine (2006)
- Jackass 3D, regia di Jeff Tremaine (2010)

#### Televisione
- Will & Grace  serie TV, episodio 7X09 (2004)
- Zack e Cody al Grand Hotel - serie TV, 1 episodio (2006)

### Doppiatore
- Zio Paperone alla ricerca della lampada perduta (1990)
- Tom & Jerry - Il film (1992)
- Bonkers - Gatto combinaguai - serie TV, 1 episodio (1993)

## Doppiatori italiani
Nelle versioni in italiano delle opere in cui ha recitato, Rip Taylor è stato doppiato da:
- Giorgio Lopez in Donne amazzoni sulla Luna
- Dante Biagioni in Proposta indecente
- Gabriele Martini in Jackass: The Movie
- Massimo Milazzo in Will & Grace
- Carlo Reali in Zack e Cody al Grand Hotel

Da doppiatore è sostituito da:
- Giorgio Lopez in Zio Paperone alla ricerca della lampada perduta